# 體育學校

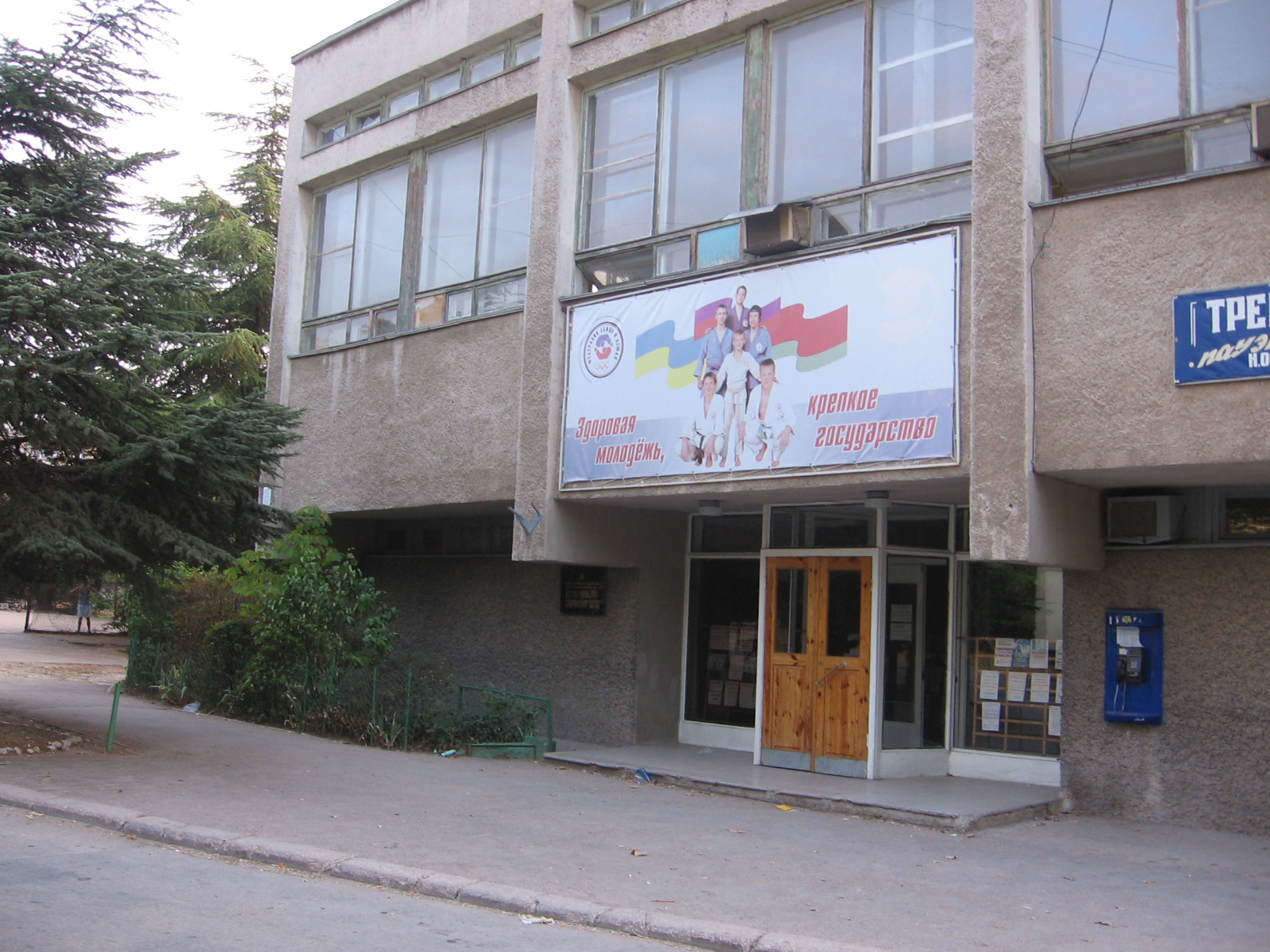
塞瓦斯托波爾的体育学校

体育学校（俄语：Детско-Юношеская Спортивная Школа），又稱體校，是一种起源于1930年代苏联的儿童體育教育机构。体育学校是苏联、東方集團和中華人民共和國的舉國體制體育和体育教育体系的基础。许多传奇运动员，如尼库莱·安德里亚诺夫、金瓊淑、亚历山大·波波夫、维克托·阿列克谢耶维奇·克罗沃普斯科夫、弗拉迪斯拉夫·特雷蒂亚克、瓦列里·哈拉莫夫、阿纳托利·阿利亚比耶夫和謝爾蓋·布卡·布布卡，都是从蘇聯体育学校开始他们的奥林匹克运动会成功之路。它们也分布在如新加坡、马来西亚和澳大利亚等亚洲国家。